# Црна Гора на Светском првенству у атлетици на отвореном
Црна Гора је до сада пет пута самостално учествовала на Светским првенствима на отвореном. Први пут је учествовала на 11. Светском првенству 2007. у Осаки.
Светска првенства на отвореном одржавају се сваке две године од првог одржаног 1983.
Атлетичари Црне Горе су учествовали на неким од тих такмичења, као део неколико југословенских репрезентација од првог Светског првенства на отвореном одржаном у Хелсинкију, до десетог 2005. такође у Хелсинкију:
- СФР Југославија (1983—1991)
- СР Југославија (1995—2001)
- Србија и Црна Гора (2003—2005)

Такмичари Црне Горе на светским првенствима на отвореном нису освајала медаље, тако да се после 16. Светског првенства 2017. налазе у групи земаља, које нису освајале медаље, иза 102. места.
| Место | СП на отвореном |   |   |   |   |
| =<102 | Црна Гора       | 0 | 0 | 0 | 0 |

## Учешће и освојене медаље Црне Горе на светским првенствима на отвореном
| Учешће и освојене медаље Црне Горе на СП | Учешће и освојене медаље Црне Горе на СП                  | Учешће и освојене медаље Црне Горе на СП                  | Учешће и освојене медаље Црне Горе на СП                  | Учешће и освојене медаље Црне Горе на СП                  | Учешће и освојене медаље Црне Горе на СП                  | Учешће и освојене медаље Црне Горе на СП                  | Учешће и освојене медаље Црне Горе на СП                  | Учешће и освојене медаље Црне Горе на СП                  | Учешће и освојене медаље Црне Горе на СП                  |                                                           |
| СП                                       | Учесника                                                  | Муш.                                                      | Жене                                                      | дисц.                                                     |                                                           |                                                           |                                                           |                                                           | Пласман                                                   | Детаљи                                                    |
| ---------------------------------------- | --------------------------------------------------------- | --------------------------------------------------------- | --------------------------------------------------------- | --------------------------------------------------------- | --------------------------------------------------------- | --------------------------------------------------------- | --------------------------------------------------------- | --------------------------------------------------------- | --------------------------------------------------------- | --------------------------------------------------------- |
| 1983 — 2005.                             | Учествовала као део неке од југословенских репрезентација | Учествовала као део неке од југословенских репрезентација | Учествовала као део неке од југословенских репрезентација | Учествовала као део неке од југословенских репрезентација | Учествовала као део неке од југословенских репрезентација | Учествовала као део неке од југословенских репрезентација | Учествовала као део неке од југословенских репрезентација | Учествовала као део неке од југословенских репрезентација | Учествовала као део неке од југословенских репрезентација | Учествовала као део неке од југословенских репрезентација |
| 2007. Осака                              | 2                                                         | 1                                                         | 1                                                         | 2                                                         | 0                                                         | 0                                                         | 0                                                         | 0                                                         | -                                                         | [ 1 ]                                                     |
| 2009. Берлин                             | 2                                                         | 1                                                         | 1                                                         | 2                                                         | 0                                                         | 0                                                         | 0                                                         | 0                                                         | -                                                         | [ 2 ]                                                     |
| 2011. Тегу                               | 2                                                         | 1                                                         | 1                                                         | 2                                                         | 0                                                         | 0                                                         | 0                                                         | 0                                                         | -                                                         | [ 3 ]                                                     |
| 2013. Москва                             | 2                                                         | 1                                                         | 1                                                         | 2                                                         | 0                                                         | 0                                                         | 0                                                         | 0                                                         | -                                                         | [ 4 ]                                                     |
| 2015. Пекинг                             | 1                                                         | 1                                                         | 0                                                         | 1                                                         | 0                                                         | 0                                                         | 0                                                         | 0                                                         | -                                                         | [ 5 ]                                                     |
| 2017. Лондон                             | 1                                                         | 0                                                         | 1                                                         | 1                                                         | 0                                                         | 0                                                         | 0                                                         | 0                                                         | -                                                         | [ 6 ]                                                     |
| Укупно (6 / 16)                          | 10                                                        | 5                                                         | 5                                                         |                                                           | 0                                                         | 0                                                         | 0                                                         | 0                                                         |                                                           |                                                           |

## Преглед учешћа спортиста Црне Горе и освојених медаља по дисциплинама на СП на отвореном
Стање после СП 2017.
| Дисциплина   | Период | Период   | Укупно | Мушки | Жене |   |   |   |   |
| Дисциплина   | Прво   | Последње | Укупно | Мушки | Жене |   |   |   |   |
| ------------ | ------ | -------- | ------ | ----- | ---- | - | - | - | - |
| 100 м        | 2007.  | 2007.    | 2      | 1     | 1    | 0 | 0 | 0 | 0 |
| 200 м        | 2011.  | 2015.    | 1      | 1     | 0    | 0 | 0 | 0 | 0 |
| 800 к        | 2009.  | 2009.    | 1      | 1     | 0    | 0 | 0 | 0 | 0 |
| 1.500 м      | 2009.  | 2009.    | 1      | 0     | 1    | 0 | 0 | 0 | 0 |
| Маратон      | 2013.  | 2013     | 1      | 0     | 1    | 0 | 0 | 0 | 0 |
| Скок увис    | 2011.  | 2017.    | 1      | 0     | 1    | 0 | 0 | 0 | 0 |
| Бацање диска | 2013   | 2013     | 1      | 1     | 0    | 0 | 0 | 0 | 0 |
| Укупно (7)   |        |          | 8      | 4     | 4    | 0 | 0 | 0 | 0 |

Разлика у горње две табеле за 2 учесника (1 мушкарац и 1 жена) настала је у овој табели јер је сваки спортиста без обзира колико је пута учествовао на првенствима и у колико разних дисциплина и спортова на истом првенству, рачунат је само једном.

## Национални рекорди постигнути на светским првенствима
| Дисцилина | Нови рекорд | Атлетича/ка      | Датум, Место     | Стари рекорд | Атлетича/ка | Датум, Место |
| --------- | ----------- | ---------------- | ---------------- | ------------ | ----------- | ------------ |
| 100 м Ж   | 12,24       | Милена Милашевић | 26.8.2007. Осака |              |             |              |

## Занимљивости
- Најмлађи учесник — мушкараци: Лука Ракић 2011. (20 год, 30 дана)
- Најмлађи учесник — жене: Марија Вуковић 2011. (20 год, 220 дана)
- Најстарији учесник - мушкарци: Лука Ракић 2015. (24 год, 23 дана)
- Најстарији учесник - жене: Слађана Перуновић 2013. (29 год , 137 дана)
- Највише учешћа: 2 Лука Ракић (2011. и 2015) и Марија Вуковић (2011. и 2017)
- Прва медаља: -
- Најмлађи освајач медаље —
- Најстарији освајач медаље — мушкарци: -
- Најмлађи освајач медаље —
- Најстарији освајач медаље —
- Прва златна медаља: -
- Највише медаља: -
- Најбољи пласман Црне Горе: -

## Rеференце
1. ↑  Резултати на сајту ИААФ Приступљено 14.1.2016.
2. ↑  Резултати на сајту ИААФ Приступљено 14.1.2016.
3. ↑  Резултати на сајту ИААФ  Приступљено 14.1.2016.
4. ↑  Резултати на сајту ИААФ Приступљено 14.1.2016.
5. ↑  Резултати на сајту ИААФ Приступљено 14.1.2016.
6. ↑  Резултати на сајту ИААФ Приступљено 3.5.2018.